# 77-й гвардейский мотострелковый полк
77-й гвардейский мотострелковый ордена Суворова полк — воинская часть (Мотострелковый полк) пехоты РККА, ВС СССР, ВС России, во время Великой Отечественной войны стрелковый полк. Сражения и операции: Бои на Халхин-Голе 
Советско-финская война 
Великая Отечественная война: Участвовал в Московской битве, Курской битве,Орловской, Брянской, Городокской, Белорусской, Гумбинненской и Восточно-Прусской наступательных операциях.

## История формирования
77-й гвардейский мотострелковый полк сформирован в составе 93-й стрелковой дивизии в мае 1936 года в Чите ЗабВО на базе 106-го Сибирского стрелкового полка 35-й сд, как 129-й стрелковый полк
- 93-я стрелковая дивизия ЗабВО в 1939 году была частично отмобилизована на базе бывшего «полка бедноты»[1] и в июле 1939 года 93-я стрелковая дивизия была переброшена на станцию Даурия в готовности к отражению вероятного наступления японцев по Маньчжурской ветке. Частью сил (стрелковый батальон 93-й сд 28.6.1939-16.9.1939) принял участие в советско-японском конфликте на реке Халхин-Гол 1939 году[2].

Полк принимал участие в войне с Финляндией. В ноябре 1939 года из состава полка и дивизии был сформирован и послан на финский фронт лыжный батальон. Личный состав батальона за героические боевые дела после возвращения в дивизию имел в своих рядах 77 человек бойцов и командиров, награждённых орденами и медалями.

### В годы войны
В ходе войны 129-й стрелковый полк входил с дивизией в состав 43-й , 33-й, 20-й , 16-й и с мая 1943 года 11-й гвардейской армий.
В действующей армии: 23.10.1941 - 22.04.1944, 28.05.1944 - 09.05.1945.
Участвовал в Московской битве, в боях на Спас-Деменском и Жиздринском направлениях, в Курской битве, Орловской, Брянской, Городокской, Белорусской, Гумбинненской и Восточно-Прусской наступательных операциях.
- Полк, в составе дивизии, был переброшен по железной дороге и 22 октября 1941 г. сосредоточился в районе г. Подольска Московской области

24 октября 1941 года дивизия получила боевой приказ задержать противника, наступающего вдоль Малоярославецского шоссе. Первый бой с фашистскими захватчиками полк принял 25 октября 1941 года на рубеже: Каменка, Богородское, горки. В боях на ближних подступах к Москве, дивизия участвовала в период с 25.10.1941 по 08.04.1942 года, освободив г. Боровск и крупный населённые пункты станций: Балабаново, Износки, Рыжково Московской и Смоленской области.

### 77-й гв. сп
- 20 апреля 1942 полк преобразован в 77-й гвардейский стрелковый полк, а дивизия в 26-ю гвардейскую стрелковую дивизию[4].
- С 11.06.1944 года по 10.08.1944 года дивизия участвует в Оршанской операции и выходит на государственную границу с Сувалковской областью.
- За освобождение Белоруссии ей было объявлено пять благодарностей Верховного Главнокомандующего. Дивизия в числе первых вышла к границам Восточной Пруссии.
- Лето 1944 года. По всему Оршанскому направлению 3-го Белорусского фронта советские войска начали боевые наступательные действия (план операции "Багратион"). Оказывая жестокое сопротивление, под натиском Советской армии, враг отступал. Задачей Советского командования было прорвать "неприступный бастион", как называл сам Гитлер непроходимые болота, минные поля и 17 линий траншей с проволочными заграждениями, который обороняла 78-я штурмовая дивизия[5] под командованием генерал-лейтенанта Ганса Траута, и овладеть севернее Орши трассой Москва - Минск. Здесь стало известно о подвиге Юрия Смирнова.

1-я стрелковая рота, в которой служил Ю. Смирнов, 77-го гвардейского стрелкового полка 26-й гвардейской стрелковой дивизии в операции "Багратион" входила в состав 11 гвардейской армии 3-го Белорусского фронта.

выписка из протокола допроса пленного генерал-лейтенанта Фон Траута, бывшего командира 78 штурмовой дивизии СС: 
"Моя дивизия занимала оборону южнее Орши, западнее села Шалашино. Перед полуночью мне доложили о прорвавшейся группе советских танков. Я немедленно выслал несколько групп автоматчиков с приказом взять пленного. Через некоторое время в мой штабной блиндаж доставили десантника, он был ранен. 
- Вопрос: Этим десантником был гвардии рядовой Юрий Смирнов?
- Ответ: Да, его фамилия была Смирнов.
- Вопрос: Сколько времени продолжался допрос?
- Ответ: До утра. До того времени, когда мне доложили, что танковый десант перерезал шоссе Минск - Москва, командир 256 пехотной дивизии барон Вьюстенгаген убит, его дивизия разбита, а остатки сдаются в плен.
- Вопрос: Что вы узнали из допроса?
- Ответ: Ничего. Русский солдат ничего не сказал. Мы возлагали на допрос большие надежды, если бы узнали куда идут танки и сколько их, мы бы организовали отпор. Мы бы спасли важную стратегическую магистраль Орша - Минск, и кто знает, как бы повернулась Оршанская операция, во всяком случае, я не был бы военнопленным.
- Вопрос: Что стало с Юрием Смирновым?

Ответ: Во время допроса он умер. 
- Вопрос: Какими методами пользовались вы при допросе?
- Ответ: Я отказываюсь отвечать на этот вопрос.

— http://www.manturovo.sitecity.ru/ltext_2004123821.phtml?p_ident=ltext_2004123821.p_3004184753
- С 3 по 9 апреля 1945 полк в составе дивизии участвует в штурме города и крепости Кёнигсберг. С 22.04.1945 г. по 26.04.1945 г. ведёт бои по овладению городом Пиллау.
- Указом Президиума Верховного Совета Союза ССР от 19.06.1945 г. за овладение городом Пиллау 77-й гвардейский стрелковый полк, награждён орденом Суворова III степени.

### После войны
После войны 77-й гвардейский стрелковый полк был передан в 107-ю мотострелковую дивизию ПрибВО с местом дислокации Вильнюс Литва.
- C 1957 года полк переформировывается в 77-й гвардейский мотострелковый ордена Суворова полк.
- На 1990 год в полку находилось 22 Т-72; 90 БМП (88 БМП-2, 2 БРМ-1К); 12 - 2С1 "Гвоздика"; 2 БМП-1КШ, 1 ПРП-3, 2 РХМ; 3 - 1В18, 1 - 1В19, 2 БРЭМ-2, 2 Р-145БМ, 2 ПУ-12, 1 МТУ-20/

## Командование полка

### Командование 129-го сп, 77-го гв. сп[6]
- Харламов Иван Степанович (23.03.1942 - 15.06.1942)
- Юзефович Пётр Арефьевич (15.06.1942 - 19.03.1943), погиб 24.06.1944
- Пономаренко Максим Романович (15.09.1942 - 20.09.1942)
- Митин Леонтий Яковлевич (20.09.1942 - 04.01.1943)
- Мануйко Потап Фомич (04.01.1943 - 15.12.1943), погиб 15.12.1943
- Демченко Яков Михайлович (с 13.01.1944 - 26.04.1944)
- Чистов Иван Ефимович (26.04.1944 - 24.06.1944), освобождён от должности
- Нестерук Василий Никанорович (с 26.06.1944)
- Николаец Прокофий Максимович ( ?-июль 1944 года-?)
- Лапчинский Егор Филиппович (26.07.1944 - 20.10.1944), погиб 20.10.1944

## Отличившиеся воины
Герои Советского Союза
- Минин, Александр Александрович, гвардии рядовой, разведчик. Указ Президиума Верховного Совета СССР от 24.03.1945 года.
- Сергеев, Анатолий Андреевич, гвардии майор, командир стрелкового батальона. Указ Президиума Верховного Совета СССР от 24.03.1945 года. Звание присвоено посмертно.
- Смирнов Юрий Васильевич (1925—1944), гвардии младший сержант, стрелок 1-й стрелковой роты. Указ Президиума Верховного Совета СССР от 6.10.1944 года .Звание присвоено посмертно. Навечно зачислен в списки личного состава 1 мотострелковой роты.
- Сноплян, Амаяк Артынович, гвардии старшина, командир отделения. Указ Президиума Верховного Совета СССР от 24.03.1945 года.

| Орден Суворова III степени: - Демченко Яков Михайлович, гвардии майор, командир полка. Приказ Военного совета 1 Прибалтийского фронта № 7/н от 3 января 1944 года. - Николаец Прокофий Максимович, гвардии подполковник, командир полка. Приказ Военного совета 3 Белорусского фронта № 510/н от 7 июля 1944 года. Орден Богдана Хмельницкого III степени: - Григорьян Вагоршак Аршапович, гвардии старший сержант, командир орудийного расчёта. Приказ Военного совета 3 Белорусского фронта № 596/н от 7 июня 1945 года. Орден Александра Невского: - Беспалов Александр Алексеевич, командир 9 армейской штрафной роты. Приказ Военного совета 11 гвардейской армии № 161/н от 31 октября 1944 года. - Васильев Александр Лукич, гвардии лейтенант, командир стрелкового взвода. Приказ Военного совета 11 гвардейской армии № 10/н от 2 февраля 1945 года. - Гриценко Михаил Лукич, гвардии старший лейтенант, командир стрелковой роты. Приказ Военного совета 11 гвардейской армии № 12/н от 21 января 1944 года. - Жолудев Михаил Ильич, гвардии лейтенант, командир взвода 1 стрелковой роты 1 стрелкового батальона. Приказ Военного совета 11 гвардейской армии № 161/н от 31 октября 1944 года. | - Комаров Алексей Васильевич, гвардии старший лейтенант, командир стрелкового батальона. Приказ Военного совета 11 гвардейской армии № 57/н от 24 апреля 1944 года. - Лапчинский Егор Филиппович, гвардии подполковник, командир полка. Приказ Военного совета 11 гвардейской армии № 112/н от 29 июля 1944 года. - Москвитин Александр Иосифович, гвардии младший лейтенант, командир стрелкового взвода. Приказ Военного совета 11 гвардейской армии № 99/н от 27 апреля 1945 года. - Свинцов Алексей Афанасьевич, гвардии старший лейтенант, командир пулемётной роты. Приказ Военного совета 11 гвардейской армии № 161/н от 31 октября 1944 года. - Сергеев Анатолий Андреевич, гвардии майор, командир стрелкового батальона. Приказ Военного совета 11 гвардейской армии № 106/н от 25 июля 1944 года. - Черкунов Александр Калинович, гвардии старший лейтенант, командир батареи 76-мм пушек. Приказ Военного совета 11 гвардейской армии № 86/н от 30 апреля 1945 года. - Шалин Иван Поликарпович, гвардии лейтенант, командир стрелкового взвода. Приказ Военного совета 11 гвардейской армии № 62/н от 13 августа 1943 года. |

Известные военнослужащие